# Friedrich Pukelsheim

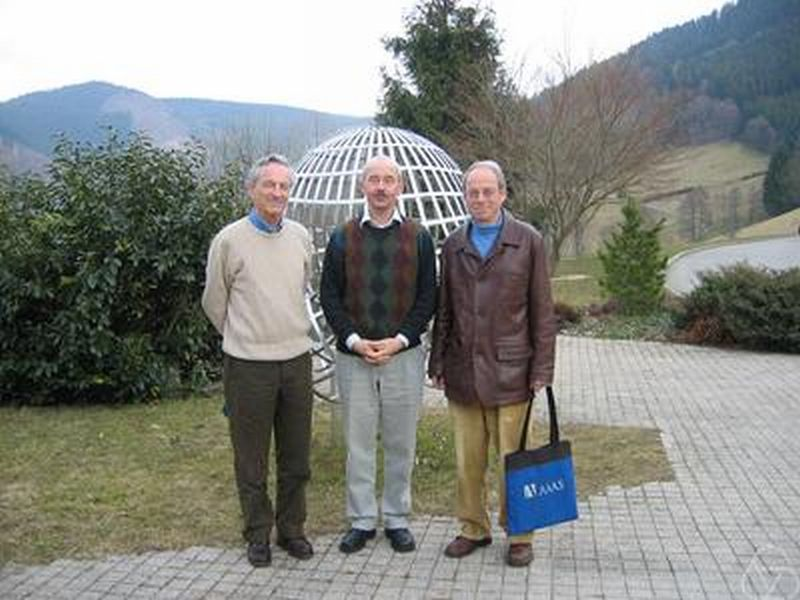
Von links: Michel Balinski, Friedrich Pukelsheim, Steven J. Brams, vor dem Mathematischen Forschungsinstitut Oberwolfach, 2004

Friedrich Pukelsheim (* 8. September 1948 in Solingen) ist ein deutscher Mathematiker und Stochastik-Professor. Er entwickelte das Neue Zürcher Zuteilungsverfahren, eigentlich doppeltproportionale Divisormethode mit Standardrundung; ein Wahlverfahren, das auch unter der umgangssprachlichen Bezeichnung doppelter Pukelsheim bekannt wurde.

## Leben
Pukelsheim studierte Mathematik in Köln und Freiburg im Breisgau. 1977 wurde er an der Albert-Ludwigs-Universität Freiburg promoviert, wo er sich 1982 habilitierte. 1982/83 war er als Privatdozent in Freiburg tätig und hatte eine C2-Professur an der Universität Hamburg inne. Von 1983 bis zum Ruhestand 2014 war er Inhaber des Lehrstuhls für Stochastik und ihre Anwendungen am Institut für Mathematik der Universität Augsburg.
Seit 1984 ist Pukelsheim Vertrauensdozent der Friedrich-Ebert-Stiftung. Von 1994 bis 1996 war er Dekan der Mathematisch-Naturwissenschaftlichen Fakultät. Er war mehrfach in verschiedenen Senatskommissionen tätig. Von 1994 bis 1996 war er Mitglied des Vorstandes der DMV-Fachgruppe Stochastik.
Pukelsheim lebt in Stadtbergen. Er ist verheiratet und hat drei Kinder.

## Werk
Die Forschungsschwerpunkte Pukelsheims waren zunächst lineare Modelle und optimale Versuchsplanung; unter anderem verfasste er das Standardwerk Optimal Design of Experiments. Für die Arbeiten zur optimalen Versuchsplanung erhielt er 1994 gemeinsam mit Norman Draper den Max-Planck-Forschungspreis.
Etwa seit dem Jahre 2000 beschäftigt Pukelsheim sich mit der mathematischen Analyse von Wahlverfahren. Er wird häufig als Experte zu parlamentarischen Anhörungen zum Thema Wahlrecht geladen. Im Auftrag des Kantons Zürich entwickelte er das neue Zürcher Zuteilungsverfahren oder doppeltproportionale Zuteilungsverfahren, nach seinem Schöpfer scherzhaft auch doppelter Pukelsheim oder kurz Doppelproporz genannt. Das Verfahren geht zurück auf Arbeiten von Michel Balinski, es ist eine doppeltproportionale Variante des Divisorverfahrens mit Standardrundung.
Der Doppelproporz wurde erstmals bei der Zürcher Gemeinderatswahl 2006 angewendet. Seither haben weitere Kantone das Verfahren für ihre Parlamentswahlen übernommen: Schaffhausen 2008, Aargau 2009, Nidwalden 2014, Zug 2014, Schwyz 2016, Wallis 2017, Uri 2020, Graubünden 2021.
Pukelsheim war sachverständiges Mitglied der Kommission zur Reform des Wahlrechts und zur Modernisierung der Parlamentsarbeit, die der 20. Deutsche Bundestag am 15. März 2022 einsetzte und die am 12. Mai 2023 ihren Abschlussbericht vorlegte. Der in der Kommission für die Novellierung des Bundestagswahlrechts diskutierte Grundsatz der Zweitstimmendeckung für die Vergabe von Wahlkreismandaten wurde von Pukelsheim in einer Veröffentlichung im Jahr 2000 in der Form vorgeschlagen, Wahlkreissieger in der Reihenfolge ihrer Erststimmenergebnisse den Listenbewerbern voranzustellen und aus den nach vorne verlängerten Listen die Mandate einer Partei zu besetzen.

## Mitgliedschaften
Seit 2002 ist Pukelsheim ordentliches Mitglied der Bayerischen Akademie der Wissenschaften. Er ist Fellow des Institute of Mathematical Statistics (seit 2014) sowie Mitglied der Bernoulli Society for Mathematical Statistics and Probability, des International Statistical Institute, der Deutschen Statistischen Gesellschaft und der Deutschen Mathematiker-Vereinigung (DMV).

## Schriften (Auswahl)

### Bücher
- Friedrich Pukelsheim: Optimal Design of Experiments. Wiley, 1993, ISBN 0-471-61971-X.
- Friedrich Pukelsheim: Optimal Design of Experiments (= Classics in Applied Mathematics. Band 50). SIAM, 2006, ISBN 0-89871-604-7.
- Bruno Simeone, Friedrich Pukelsheim (Hrsg.): Mathematics and Democracy – Recent Advances in Voting Systems and Collective Choice. Springer, 2006, ISBN 3-540-35603-7.
- Friedrich Pukelsheim: Proportional Representation – Apportionment Methods and Their Applications, With a Foreword by Andrew Duff MEP. Springer, 2014, ISBN 978-3-319-03855-1.
- Friedrich Pukelsheim: Sitzzuteilungsmethoden – Ein Kompaktkurs über Stimmenverrechnungsverfahren in Verhältniswahlsystemen. Springer, 2016, ISBN 978-3-662-47360-3.
- Friedrich Pukelsheim: Proportional Representation – Apportionment Methods and Their Applications, With a Foreword by Andrew Duff MEP. 2. Auflage. Springer, 2017, ISBN 978-3-319-64706-7.

### Aufsätze
- Ulrich Müller-Funk, Friedrich Pukelsheim: How Regular Are Conjugate Exponential Families? In: Statistics & Probability Letters. Band 7, Nr. 4, 1989, S. 327–333, doi:10.1016/0167-7152(89)90117-X.